# Mistrzostwa Afryki w gimnastyce
Mistrzostwa Afryki w gimnastyce – zawody gimnastyczne seniorów organizowane przez Afrykańską Federację Gimnastyczną (UAG) na terenie Afryki.

## Aerobik
| Lp  | Rok  | Miejsce     | Państwo           | Data               |             |
| --- | ---- | ----------- | ----------------- | ------------------ | ----------- |
| 11. | 2012 | Pretoria    | Południowa Afryka | 9–13 grudnia       | [ 1 ] [ 2 ] |
| 12. | 2014 | Walvis Bay  | Namibia           | 30 kwietnia–1 maja | [ 3 ] [ 4 ] |
| 13. | 2016 | Algier      | Algieria          | 23–26 marca        | [ 5 ] [ 6 ] |
| 14. | 2018 | Brazzaville | Kongo             | 12–14 września     | [ 7 ] [ 8 ] |

## Gimnastyka artystyczna
| Lp  | Rok  | Miejsce    | Państwo           | Data                   |        |
| --- | ---- | ---------- | ----------------- | ---------------------- | ------ |
| 9.  | 2009 | Kair       | Egipt             | 29 stycznia–5 lutego   | [ 9 ]  |
| 10. | 2010 | Walvis Bay | Namibia           | 7–9 marca              | [ 10 ] |
| 11. | 2012 | Pretoria   | Południowa Afryka | 9–13 grudnia           | [ 1 ]  |
| 12. | 2014 | Pretoria   | Południowa Afryka | 24 marca–1 kwietnia    | [ 11 ] |
| 13. | 2016 | Walvis Bay | Namibia           | 27 sierpnia–3 września | [ 12 ] |
| 14. | 2018 | Kair       | Egipt             | 26–28 kwietnia         | [ 13 ] |

## Gimnastyka sportowa
| Lp  | Rok  | Miejsce    | Państwo           | Data                 |        |
| --- | ---- | ---------- | ----------------- | -------------------- | ------ |
| 8.  | 2006 | Kapsztad   | Południowa Afryka | 21–30 listopada      | [ 14 ] |
| 9.  | 2009 | Kair       | Egipt             | 29 stycznia–5 lutego | [ 9 ]  |
| 10. | 2010 | Walvis Bay | Namibia           | 3–5 marca            | [ 15 ] |
| 11. | 2012 | Tunis      | Tunezja           | 11–14 kwietnia       | [ 16 ] |
| 12. | 2014 | Pretoria   | Południowa Afryka | 24 marca–1 kwietnia  | [ 11 ] |
| 13. | 2016 | Algier     | Algieria          | 23–26 marca          | [ 5 ]  |
| 15. | 2018 | Swakopmund | Namibia           | 6–13 maja            | [ 17 ] |

## Skoki na trampolinie
| Lp  | Rok  | Miejsce    | Państwo           | Data                   |        |
| --- | ---- | ---------- | ----------------- | ---------------------- | ------ |
| 10. | 2010 | Walvis Bay | Namibia           | 11–12 marca            | [ 18 ] |
| 11. | 2012 | Pretoria   | Południowa Afryka | 9–13 grudnia           | [ 1 ]  |
| 12. | 2014 | Walvis Bay | Namibia           | 30 kwietnia–1 maja     | [ 3 ]  |
| 13. | 2016 | Walvis Bay | Namibia           | 27 sierpnia–3 września | [ 12 ] |
| 14. | 2018 | Kair       | Egipt             | 26–28 kwietnia         | [ 13 ] |